# Thalictrum finetii
Thalictrum finetii är en ranunkelväxtart som beskrevs av Louis Hyacinthe Boivin. Thalictrum finetii ingår i släktet rutor, och familjen ranunkelväxter. Inga underarter finns listade i Catalogue of Life.